# Avenue du Maréchal-Gallieni
Pour les articles homonymes, voir Avenue Gallieni.
L’avenue du Maréchal-Gallieni est une voie du 7e arrondissement de Paris.

## Situation et accès
Située entre la place des Invalides et le quai d'Orsay, elle traverse l'esplanade des Invalides dans l'axe de l'hôtel des Invalides et du pont Alexandre-III. Elle croise, au nord, la rue de l'Université et, au sud, la rue Saint-Dominique.

## Origine du nom
Cette voie rend hommage à celui qui avait été le défenseur de la capitale en 1914, le maréchal Joseph Gallieni (1849-1916).

## Historique
Cette avenue a été tracée en 1704 en même temps que le reste de l'esplanade, d'après un plan de Robert de Cotte. 
Seize ans plus tard, elle a été prolongée vers le nord jusqu'au quai d'Orsay.
En 1900, la construction du pont Alexandre-III l'a reliée aux Champs-Élysées. 
En 1918, un arrêté puis un décret ont rebaptisé l'« avenue des Invalides » en « avenue du Général-Gallieni »,  puis en « avenue du Maréchal-Gallieni ».